# Grand Prix Kralovehradeckeho kraje
Le Grand Prix Kralovehradeckeho kraje est une course cycliste sur route masculine disputée en République tchèque. Créé en 2012, il fait partie de l'UCI Europe Tour depuis 2012, en catégorie 1.2. Il est par conséquent ouvert à d'éventuelles équipes continentales professionnelles tchèques, aux équipes continentales, à des équipes nationales et à des équipes régionales ou de clubs. Les UCI ProTeams (première division) ne peuvent pas participer.

## Palmarès
| Année | Vainqueur      | Deuxième         | Troisième      |
| ----- | -------------- | ---------------- | -------------- |
| 2012  | Martin Hačecký | Vitaliy Popkov   | Enrico Franzoi |
| 2013  | Petr Vakoč     | Josef Hošek      | Luka Pibernik  |
| 2014  | Paweł Cieślik  | Markus Hoelgaard | Jan Hirt       |